# Farnaces II del Ponto
Farnaces II del Ponto (griego antiguo Φαρνάκης) (97 a. C.-47 a. C.) era el hijo bastardo de Mitrídates VI Eupator, al que sucedió en el Reino del Ponto. Gracias a las campañas que llevó a cabo junto a su padre contra la ciudad eterna, consiguió grandes conocimientos acerca de las legiones, ya que Quinto Sertorio envió a un grupo de centuriones para entrenar a las tropas pónticas como a las legiones de Roma. 
Cuando Mitrídates VI fue vencido por Pompeyo el Grande, obligó a su padre a suicidarse mientras él regentaba un reino cerca del Bósforo. Pactó con Roma la paz, para reorganizar sus ejércitos, pero la rompió en el año 47 a. C. 
Fue derrotado en la Batalla de Zela por Julio César, quien reunió sus tropas de entre las guarniciones de las provincias asiáticas que poseía Roma. Tras esta batalla, César pronunció una de las frases más famosas de la Historia: veni, vidi, vici. El rey huyó a la actual Crimea donde formó un nuevo ejército, César envió a Cneo Domicio Calvino con una legión a derrotarlo, los romanos vencieron a sus enemigos y Farnaces murió en una batalla.

## Matrimonio y sucesión
A principios de siglo, Mitrídates VI había hecho alianza con las tribus sármatas, y probablemente por ello, Farnaces se casó después de 77 a. C. con una noble sármata. Pudo tratarse de una princesa, pariente del gobernante sármata, o de una aristócrata influyente. Esta esposa le dio dos hijos: Darío del Ponto y Arsaces del Ponto, y una hija, Dinamia. Los nombres dados a los niños son representativos de su doble herencia persa y griega. Los hijos fueron nombrados reyes de Ponto, tiempo después, por Marco Antonio, y luego, la hija y sus sucesores.